# プロンビエールの密約
プロンビエールの密約（プロンビエールのみつやく、イタリア語: Accordi di Plombières, フランス語: Entrevue de Plombières）は、19世紀のイタリア統一戦争の際にフランス帝国とサルデーニャ王国との間に結ばれた密約。1858年7月21日、サルデーニャ首相カミッロ・カヴール伯爵とフランス皇帝ナポレオン3世が極秘裏に会った席で妥結された。この密約によって、サルデーニャはフランスに国境地域（現サヴォワ県、オート＝サヴォワ県、アルプ＝マリティーム県）を割譲する代わりに軍事支援を受け、ロンバルディア獲得に成功した。

## 概要
サルデーニャ王国の立場でイタリア統一のためには、当時オーストリア帝国によって支配されていた北イタリアのロンバルディア・ヴェネツィアを奪回することが必要不可欠であった。しかしカヴールは、サルデーニャ単独でオーストリアとの戦いに勝利することは難しいと考え、クリミア戦争へフランス・イギリス側で参戦し、まず統一に有利な国際関係を形成した。その上で、青年期にイタリア統一運動に関わり関心を保持していた、フランスのナポレオン3世へ援軍を要請した。サルデーニャ王国は北イタリアを支配するものの、中部イタリア、および南部の両シチリア王国は独立国のままとすることを合意した。ナポレオン3世は軍事援助の見返りにサルデーニャ王家の発祥の地サヴォワ（現サヴォワ県、オート＝サヴォワ県）、ニース（ニース市を含む現アルプ＝マリティーム県）両州の割譲を迫り、カヴールもこれを渋々約束した。この取り決めがプロンビエールの密約と称されるものである。併せて、サルデーニャ国王ヴィットーリオ・エマヌエーレ2世の娘マリア・クロチルデとナポレオン3世の従弟ナポレオン公（プロン・プロン）との結婚準備なども約束されていた。
軍事援助は履行され、イタリアはフランス軍の参戦によってロンバルディアの奪回に成功したが、隣国に強力な統一国家が生まれることを望まなかったナポレオン3世は、単独でオーストリアと講和した（ヴィッラフランカの講和）。その後、サルデーニャが中部イタリア（パルマ、モデナ、トスカーナ）の併合を図った際、フランスはサヴォワ、ニースの割譲履行を求め、両地域はフランスに割譲された。

## 密約の場
カヴールとナポレオン3世が会合した場所であるプロンビエール・レ・バン (Plombieres-les-Bains) は、フランスのヴォージュ県にある温泉地で、ナポレオン一族の保養地だった。村内にある建物 Pavillon des Princes（皇子たちの館）が密約会場として使われた。